# عثمان بشيرو
عثمان بشيرو (بالإنجليزية: Osman Bashiru)‏ هو لاعب كرة قدم غاني في مركز الهجوم، ولد في 5 مايو 1989 في كوماسي في غانا. لعب مع أشانتي غولد وأشانتي كوتوكو وبروناي دي بي إم إم ونادي الملك فيصل.

## وصلات خارجية
- عثمان بشيرو على موقع قاعدة بيانات كرة القدم.إي يو (الإنجليزية)
- عثمان بشيرو على موقع Soccerway.com (الإنجليزية)